# Елизабет Колева
Елизабет Колева е състезателка и треньор по художествена гимнастика. Елизабет Колева е част от златните момичета на България.
Родена е в София на 9 ноември 1970 г. Започва да се състезава за „Славия“. През 1987 г. става абсолютна европейска шампионка младша възраст на първенството в Атина. През същата година на световно първенство във Варна дели среброто с Адриана Дунавска. С нея също така си поделят европейското злато от Хелзинки 1988 г. 
През 2006 г. в София Елизабет основава свой собствен клуб по художествена гимнастика на име „Ритмика“. В него тренират над 50 деца на възраст от 4 до 16 години. След създаването клубът взима участие в многобройни държавни турнири и първенства в категориите „А“ и „Б“. От 2012 г. Елизабет Колева е член на Управителния съвет на Българската федерация по художествена гимнастика.

## Личен живот
Омъжена е за бившия волейболист и треньор по волейбол Мартин Стоев (треньор №1 на България за 2006 и 2007 г.). Има дъщеря – Мартина, и син Ерик Стоев, който също е волейболист и младежки национал на България.